# Alaksandr Jakabson
Alaksandr Sierafimawicz Jakabson (biał. Аляксандр Серафімавіч Якабсон, ros. Александр Серафимович Якобсон, Aleksandr Sierafimowicz Jakobson, ur. 18 kwietnia 1951 w Homlu) – białoruski polityk i inżynier budownictwa, zajmujący liczne stanowiska w organach administracji państwowej Białoruskiej SRR i Republiki Białorusi; w swojej karierze politycznej był m.in. głową administracji miast Swietłahorsk i Homel, obwodu homelskiego, wielokrotnym deputowanym parlamentu; obecnie zajmuje posadę przewodniczącego Komitetu Kontroli Państwowej Republiki Białorusi.

## Życiorys

### Wykształcenie i praca
Urodził się 18 kwietnia 1951 roku w mieście Homel, w obwodzie homelskim Białoruskiej SRR, ZSRR. W 1973 roku ukończył Białoruski Instytut Inżynierów Transportu Kolejowego ze specjalnością „Budownictwo przemysłowe i cywilne”, uzyskując wykształcenie inżyniera budownictwa. W 1991 roku ukończył Miński Instytut Politologii i Zarządzania Społecznego KPB, uzyskując wykształcenie politologa. Ponad 10 lat pracował w branży budowlanej. W latach 1975–1977 był mistrzem budowlanym w zakładach „Kandałaksztransstroj” w mieście Kandałaksza w obwodzie murmańskim w Rosyjskiej FSRR, a także w Zakładach Nr 10 Ministerstwa Budownictwa Przemysłowego Białoruskiej SRR. Odbył służbę wojskową w szeregach Armii Radzieckiej. W latach 1977–1978 był majstrem, w latach 1978–1985 – starszym majstrem, głównym inżynierem Specjalizowanego Zarządu Budowlanego Nr 214 Zjednoczenia „Gomielsielstroj”. W latach 1985–1986 pełnił funkcję instruktora wydziału budownictwa Homelskiego Obwodowego Komitetu Wykonawczego Komunistycznej Partii Białorusi.

### Działalność polityczna
W 1986 roku rozpoczął pracę w organach władzy państwowej. W latach 1986–1996 pracował jako przewodniczący Komitetu Wykonawczego Swietłahorskiej Miejskiej Rady Deputowanych, przewodniczący Swietłahorskiego Miejskiego Komitetu Wykonawczego. W latach 1990–1995 był deputowanym do Rady Najwyższej Białoruskiej SRR/Rady Najwyższej Republiki Białorusi XII kadencji. Pełnił w niej funkcję członka Stałej Komisji ds. Architektury, Budownictwa, Produkcji Materiałów Budowlanych i Gospodarki Mieszkaniowo-Komunalnej Miasta i Wsi.
W drugiej turze wyborów parlamentarnych 28 maja 1995 roku został wybrany na deputowanego do Rady Najwyższej Republiki Białorusi XIII kadencji ze swietłahorskiego-leninskiego okręgu wyborczego nr 107. 9 stycznia 1996 roku został zaprzysiężony na deputowanego. Od 23 stycznia pełnił w Radzie Najwyższej funkcję członka Stałej Komisji ds. Budownictwa Państwowego i Samorządu Lokalnego. Był bezpartyjny, należał do popierającej prezydenta Alaksandra Łukaszenkę frakcji „Zgoda”. Od 3 czerwca był członkiem grupy roboczej Rady Najwyższej ds. współpracy z parlamentem Republiki Łotewskiej. Poparł dokonaną przez prezydenta kontrowersyjną i częściowo nieuznaną międzynarodowo zmianę konstytucji. 27 listopada 1996 roku przestał uczestniczyć w pracach Rady Najwyższej i wszedł w skład utworzonej przez prezydenta Izby Reprezentantów Zgromadzenia Narodowego Republiki Białorusi I kadencji. Należał w niej do Stałej Komisji ds. Budżetu i Finansów. Od maja 1997 do kwietnia 2001 roku pełnił funkcję pierwszego zastępcy przewodniczącego Homelskiego Obwodowego Komitetu Wykonawczego. Od 17 marca 1998 roku był przewodniczącym Homelskiego Miejskiego Komitetu Wykonawczego, od kwietnia 2001 roku – przewodniczącym Homelskiego Obwodowego Komitetu Wykonawczego. Zgodnie z Konstytucją Białorusi z 1994 roku jego mandat deputowanego do Rady Najwyższej zakończył się 9 stycznia 2000 roku; kolejne wybory do tego organu jednak nigdy się nie odbyły. Jego kadencja w Izbie Reprezentantów zakończyła się 21 listopada 2000 roku.
Od 19 grudnia 2000 roku był członkiem Rady Republiki Zgromadzenia Narodowego Republiki Białorusi II kadencji. Pełnił w niej funkcję członka Stałej Komisji ds. Polityki Regionalnej. Od 15 listopada 2004 był członkiem Rady Republiki III kadencji. Reprezentował w niej obwód homelski, pełnił w niej funkcję członka Stałej Komisji ds. Polityki Regionalnej i Samorządu Lokalnego. Od 31 października 2008 roku był członkiem Rady Republiki IV kadencji. Reprezentował ten sam obwód i pełnił w niej funkcję członka samej komisji. 28 grudnia 2010 roku przedterminowo zrzekł się członkostwa w Radzie Republiki. Tego samego dnia został zdymisjonowany ze stanowiska przewodniczącego Homelskiego Obwodowego Komitetu Wykonawczego i mianowany na przewodniczącego Komitetu Kontroli Państwowej Republiki Białorusi.

## Odznaczenia i nagany
- Order Ojczyzny III klasy;
- Order Honoru;
- 10 medali jubileuszowych;
- Gramota Pochwalna Zgromadzenia Narodowego Republiki Białorusi;
- dwie Gramoty Pochwalne Rady Ministrów Republiki Białorusi[2], w tym jedna z 28 maja 2003 roku – za wieloletnią sumienną pracę i wielki osobisty wkład w organizację budowy pierwszego etapu Republikańskiego Naukowo-Praktycznego Centrum Medycyny Radiacyjnej i Ekologii Człowieka[13];
- Tytuł „Honorowy Obywatel Miasta Swietłahorska”;
- Podziękowanie Prezydenta Republiki Białorusi;
- Order Białoruskiego Kościoła Prawosławnego Św. Cyryla Turowskiego I klasy;
- Order Rosyjskiego Kościoła Prawosławnego Św. Równego Apostołom Wielkiego Księcia Włodzimierza III klasy;
- Order Rosyjskiego Kościoła Prawosławnego Świętego Mnicha Sergiusza Rodoneżskiego III klasy[2].

Alaksandr Jakabson otrzymał 10 lipca 2003 roku naganę od prezydenta za niewypełnienie poleceń Głowy Państwa dot. zabezpieczenia pełnej i terminowej wypłaty wypracowanej płacy pracownikom branży przemysłu rolnego republiki i spłaty zadłużenia wobec ludności i organizacji gospodarki wiejskiej za zdaną produkcję gospodarki wiejskiej, a także za falsyfikację danych sprawozdawczych dotyczących tego zagadnienia.

## Życie prywatne
Alaksandr Jakabson jest żonaty, ma syna. W 1995 roku mieszkał w Swietłahorsku.